# Кубок наций ФАЦА

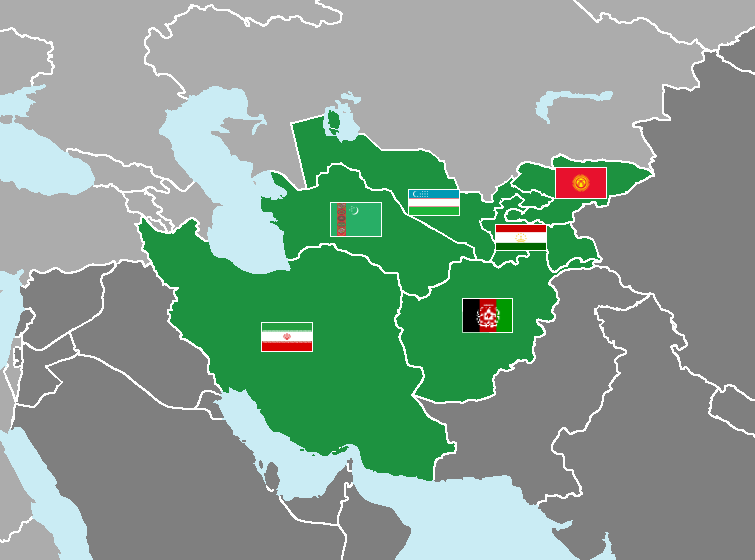
Страны-участницы турнира

Кубок наций ФАЦА, также Кубок наций Футбольной ассоциации Центральной Азии (англ. CAFA Nations Cup / Central Asia Football Assosiation Nations Cup) — международный турнир по футболу, участники которого являются членами Футбольной ассоциации Центральной Азии (ФАЦА). Проходит ежегодно. Турнир проводится под управлением и контролем ФАЦА и АФК. Основан в июле 2016 года и является первым международным турниром, основанный ФАЦА. Первый турнир прошёл в августе 2016 года в Узбекистане.

## Участники
Участниками турнира являются все 6 стран-членов ФАЦА, которые одновременно являются членами АФК и ФИФА.
- Афганистан
- Иран
- Кыргызстан
- Таджикистан
- Туркменистан
- Узбекистан